# Wereldkampioenschappen wielrennen 1946
De Wereldkampioenschappen wielrennen van 1946 waren de eerste naoorlogse editie van de wereldkampioenschappen wielrennen op de weg en werden verreden te Zürich in Zwitserland op 31 augustus en 1 september 1946. Dit was het eerste wereldkampioenschap sinds 1938. Tussen 1939 en 1945 werd de wedstrijd omwille van Wereldoorlog II niet verreden. De Zwitser Hans Knecht behaalde goud bij de elite, terwijl de Fransman Henry Aubry als eerste over de meet kwamen bij de amateurs. 
Tijdens diezelfde periode werd het wereldkampioenschap baanwielrennen georganiseerd in de Oerlikon Velodroom te Zürich. 

## Mannen elite

### Deelnemers
- Nederland: Theo Middelkamp, Gerrit Schulte, Bouk Schellingerhout, Gerrit Peters, Arie Vooren

- België: Marcel Kint, Rik Van Steenbergen, Émile Masson junior en Briek Schotte

- Frankrijk: Guy Lapebie, Louis Caput, Lucien Terisseire, Kleber Piot, Roger Piel

- Luxemburg: Mathias Clemens, Joseph Bintner, Jean Kirchen, Jean Majérus

- Italië: Adolfo Leoni, Fausto Coppi, Mario Ricci, Gino Bartali, Vito Ortelli

- Zwitserland: Hans Knecht, Fritz Wagner, Willy Kern, Pietro Tarchini

- Spanje: Jaoquin Olmos, Julián Berrendero, Fermín Trueba

- Denemarken: Jens Petersen

- Engeland: Harry Earnshaw, Walter Summers

- Amerika: Joseph Magnani

- Oostenrijk: Wurvarnitz [2][3]

#### Belgische delegatie
Met uitzondering van Marcel Kint, hadden de andere renners van de Belgische delegatie nog nooit deelgenomen aan een wereldkampioenschap. Kint was volgens de pers een van de favorieten en in staat om zichzelf op te volgen als wereldkampioen. Hij won het laatste vooroorlogse wereldkampioenschap op de weg op 4 september 1938 in Valkenburg. Hij kwam toen met twee fietslengtes voorsprong over de meet, voor de Zwitsers Paul Egli en Leo Amberg. Zo bleef de regenboogtrui acht jaar lang in handen van Kint en ging hij, weliswaar door Wereldoorlog II, de geschiedenis in als de langst regerende wereldkampioen.

### Parcours
Het parcours bestond uit 20 rondes van 13,5 km. Goed voor een totaal van 270 km. Het zwaarste stuk van elke ronde was een helling van 2,3 km aan de woonwijk Neubühl, die aan de buitenkant van Zürich tegen een heuvelrug gebouwd is. 

### Wedstrijdverloop
Het wereldkampioenschap werd verreden op 1 september 1946 in Zürich. Er was de ganse dag hevige regen. Er verschenen 30 profrenners uit elf verschillende landen aan de start van het wereldkampioenschap. 
Tijdens de eerste ronde kwamen Earnshaw en Summers ten val, waarna ze gedubbeld werden en de wedstrijd moesten verlaten. In de tweede ronde ontsnapte een groepje van 6 renners zonder dat er onmiddellijk reactie kwam bij de achterblijvers. De kopgroep bestond uit Julian Berrendero, Pietro Tarchini, Mario Ricci, Rik Van Steenbergen, Joseph Bintner en Arie Vooren. De Fransen zetten een tegenaanval in met Louis Caput. Fausto Coppi ging mee met Caput. Ook Marcel Kint leidde een tegenaanval, Briek Schotte, Adolfo Leoni, Gino Bartali, Jaoquin Olmos en Kleber Piot reden met hem mee. 
In de zevende ronde waren de achtervolgers Kint, Schotte, Leoni en Bartali erin geslaagd om de kopgroep van acht te vervoegen. Een ronde later trokken Joseph Wagner en Jean Kirchen in de tegenaanval en slaagden erin om bij de 12 leiders aan te sluiten. De Belgen Émile Masson en Briek Schotte leverden het nodige afstoppingswerk bij de achtervolgers. 
De vijftiende ronde was er een met mechanische pech voor Coppi, waardoor hij veel terrein verloor op de kopgroep van 13 renners en een groepje van 6 renners in de achtervolging van de kopgroep. Na de zestiende ronde trokken Kint en Ricci in de aanval. Theo Middelkamp probeerde beide renners te achtervolgen, maar hij trapte zo hard dat zijn versnellingsapparaat sneuvelde. Kint en Ricci werden gegrepen, waarna Kint onmiddellijk terug in de aanval trok. Rik Van Steenbergen reed op kop en leidde de achtervolging van zijn landgenoot Marcel Kint. 
In de voorlaatste ronde had Kint het gezelschap gekregen van Van Steenbergen en de Zwitser Hans Knecht. De twee Belgen gunden elkaar weinig ruimte. Telkens Kint ontsnapte achtervolgde Van Steenbergen en bracht hij zo Knecht terug, en ook omgekeerd zorgde Kint, met Knecht in het wiel, ervoor dat ontsnappingen van Van Steenbergen op niets uitdraaiden. Op 1.5 km van de finish moet Van Steenbergen lossen. Op 200m voor de finish demarreert Knecht plots. Kint wil direct reageren, maar lijkt even stil te staan. Hij kwam 10 seconden na Knecht over de meet. Achteraf claimde Kint dat een Zwitserse toeschouwer hem aan het zadel had vastgehouden. De klacht die Kint indiende bij de organisatie werd verworpen. Rik Van Steenbergen kwam een kleine minuut na Knecht over de finish en vervolledigde het podium. Hij werd derde.

### Uitslag
| Profis (270 km) | Profis (270 km)     | Profis (270 km) | Profis (270 km) |
| Plaats          | Renner              | Land            | Tijd            |
| --------------- | ------------------- | --------------- | --------------- |
| 1               | Hans Knecht         | SUI             | 7u24'28"        |
| 2               | Marcel Kint         | BEL             | +10"            |
| 3               | Rik Van Steenbergen | BEL             | +59"            |
| 4               | Mario Ricci         | ITA             | +1'46"          |
| 5               | Gerrit Schulte      | NED             | +2'42"          |
| 6               | Jean Kirchen        | LUX             | z.t.            |
| 7               | Josef Bintner       | LUX             | +4'47"          |
| 8               | Adolfo Leoni        | ITA             | z.t.            |
| 9               | Guy Lapébie         | FRA             | +6'55"          |
| 10              | Mathias Clemens     | LUX             | z.t.            |

## Mannen amateurs

### Deelnemers
Renners kwamen uit 16 verschillende landen om deel te nemen aan het wereldkampioenschap wielrennen voor amateurs.  
- België: Henri Van Kerckhoven, Lucien Buyse, Hermand Gardier, Jean Lesage, Jean Van Roye

- China: Howard Wing

- Denemarken: Knud Anders, Börge Nielsen, Rudolf Rasmussen, Christian Pedersen, Villy Emborg, Wensel Jörgensen, Bürge Rasmussen, Wedell Ostergaard

- Engeland: R. Mattland, Dennis Moreton, Alan Stanway, E. Mitchell, G. Fleming, J. Waters, E.J. Upton

- Frankrijk: Roger Rioland, Jean Fernand, Georges Delecluse, Jean Badassari, Henri Aubry, Jean Guéguen, Henri Defraire, Marcel Lejeune

- Nederland: Casper Kleefstra, Teunis Herhoven, Gerardus van Beek, Joop Harmans, Leonard de Booy, Jacob van Os, Gerardus Voorting, Pieter Peters, Piet Van Kempen

- Indië: Adi Havewala, H.R. Havewala, K. N. Pundole, K.H. Printer

- Ierland: James Baird, L. Vincent Lyons, Richard Walsh, James Marz Quard, Matthew Marlow, James Shortall, Lian O’Kelly, Patrick Lennon

- Italië: Ivo Baronti, Annibale Brasola, Leo Castellucci, Mario De Zan, Umberto Drei, Luciano Maggini, Bruno Pontisso, Vittorio Rossello

- Luxemburg: René Blever, Pierre Scheer, Marcel Ernzer, Willy Kemp, Ferdi Didier, Josy Besch, Paul Dechem, Henri Kass

- Oostenrijk: J. Pohnetal, Heinrich Schiebel, Rudolf Valenta, Hans Goldschmidt, Ernst Ciganek

- Zweden: Harald Janemar, Svend Johansson, Harry Snell, Sigward Hellberg, Olle Wickholm, Nils Johansson, Ake Olsson, Olof Wänlund

- Tsjechoslowakije: Otakar Rozvoda, Vojteck Chvojka, Josef Kebrie, Jan Vesely, Vlastimil Ruzicks

- Uruguay: A. François

- Zwitserland: Oscar Plattner, Fritz Schär, Ernst Stettler, Hans Hutmacher, Fritz Baumann, Erich Ackermann, Hans Sommer, Hans Bolliger [8]

### Wedstrijdverloop
Het kampioenschap van de amateurs werd op zaterdag 31 augustus 1946 gereden en was 189 km lang en dus 81 km korter dan dat van de elite mannen. Het parcours bestond uit 14 rondes. 
De beslissing was eigenlijk reeds in de vierde ronde gevallen toen zich een kopgroep van zeven renners had gevormd met de Henri Aubry, Ernst Settler, Hans Hutmacher, Rik Van Kerckhove, Willy Emborg, de Zweed Nils Johansson en de Italiaan Umberto Drei. Elke poging van de achtervolgers om bij de kopgroep aan te sluiten mislukte zodat een sprint met 7 over de overwinning moest beslissen. Rik Van Kerckhove trok van ver de sprint aan, maar werd door krampen overmand en eindigde zo op de derde plaats. Henry Aubry klopte zijn mederenners in de groepssprint. Ernst Stettler werd tweede.

### Uitslag
| Amateure (189 km) | Amateure (189 km)   | Amateure (189 km) | Amateure (189 km) |
| Plaats            | Renner              | Land              | Tijd              |
| ----------------- | ------------------- | ----------------- | ----------------- |
| 1                 | Henry Aubry         | FRA               | 5u21'41"          |
| 2                 | Ernst Stettler      | SUI               | z.t.              |
| 3                 | Henri Van Kerckhove | BEL               | z.t.              |